# Calle Don Gonzalo
La Calle Don Gonzalo (Rúa Don Gonzalo en gallego) es una calle de la ciudad española de Pontevedra situada en pleno centro histórico de la ciudad, entre la plaza de Méndez Núñez y la plaza de Curros Enríquez.

## Origen del nombre
Es una de las calles con el nombre más antiguo en la ciudad de Pontevedra, que no sufrió ninguna modificación. Toma su nombre de Gonzalo Eans (o Eanes), el notario instalado en la calle en el siglo XIV. La calle es popularmente conocida como calle del Arco.

## Historia
La calle Don Gonzalo ya aparece citada con esa denominación en 1343. En ella tenía su despacho el notario Gonzalo Eans desde 1298. La calle, a la que un vecino importante como Don Gonzalo dio nombre,  era apenas un camino en esa época, con escasas casas, situada dentro del recinto amurallado correspondiente a la segunda ampliación de la muralla de Pontevedra. La profesión de notario continuó siendo ejercida por los descendientes de Gonzalo Eans durante siete generaciones.
En 1439, la rica dama pontevedresa Teresa Pérez Fiota donó en su testamento sus bienes para la fundación de un hospital de pobres llamado "Cuerpo de Dios" (luego Corpus Christi y San Juan de Dios a partir de 1597), cuya fachada lateral este daba al inicio de la calle Don Gonzalo, que permaneció bajo el cuidado de los frailes de San Juan de Dios hasta el siglo XIX.
Hacia 1850 se empezó a pavimentar la calle Don Gonzalo con parte de la piedra procedente de la demolición de la muralla de Pontevedra.
La calle solo perdió su nombre primitivo en un corto período entre 1842 y 1854 en que pasó a llamarse calle de Daoiz y Velarde, en honor de los héroes del dos de mayo en Madrid. En 1872 se pretendió denominar la calle con el nombre de Méndez Núñez, pero esta propuesta no tuvo aceptación. La calle Don Gonzalo fue una de las primeras de Pontevedra en contar con luz eléctrica en 1888.
En 1892 Fernando Campo Sobrino solicitó licencia para edificar una vivienda en el número 8 en una zona ajardinada no edificada. En esta vivienda se crio Carlos Sobrino Buhigas. En 1945 Juan Rodiño Escudero fundó en el bajo de este edificio Almacenes Rodiño, el comercio de paquetería más antiguo del centro histórico de Pontevedra.
En 1894 se realizó en la calle Don Gonzalo la primera grabación fonográfica en la ciudad, gracias a la instalación de un fonógrafo por parte del escritor Enrique Labarta Pose. En 1896 se derribó el Hospital de San Juan de Dios y se edificó en su solar el Edificio Varela.
A finales del siglo XIX la fisionomía de la calle fue transformada tras la demolición de la llamada Torre Barragana que cruzaba la calle con un arco rebajado similar al del Pazo de los Cruu y Montenegro a la altura del número 9.
En 2017 abrió en los números 8 y 10 en el emblemático edificio de Fernando Campo del siglo XIX, una residencia de mayores multiservicios.
En 2024 se inauguró en el número 4 de la calle la Churrasquería Varela, del chef galardonado con una estrella Michelín Pepe Vieira (Xosé Cannas).

## Descripción
Es una calle de 115 metros de longitud en cuesta descendente hacia el norte, situada entre las plazas de Curros Enríquez y de Méndez Núñez.
La calle, que está situada en pleno centro histórico de Pontevedra, es peatonal, está empedrada y tiene una anchura media de 3,60 metros. Por su izquierda confluye la calle Marqués de Aranda y al final de la misma separándola de la calle César Boente se encuentra la calle Sarmiento. 
Destaca en la calle el característico arco que la atraviesa y que permite el paso de la misma por debajo del pazo de los Cru y Montenegro. En el bajo que se abre a este espacio cubierto se ubicó durante años a finales del siglo XX la emblemática tienda de calzados El Arco.

## Edificios destacados
Al principio de la calle, en su lado izquierdo, se encuentra el Edificio Varela, proyectado en 1897. Es un edificio de tres pisos y buhardilla que destaca por la influencia de la arquitectura francesa en su cubierta en mansarda. El edificio se inspira en las mansardas parisinas del siglo XIX en zinc gris, lo que permite aumentar el espacio habitable y adaptarse a la pendiente de los tejados. Destaca la decoración de los marcos de las ventanas de la mansarda y el almohadillado continuo de las fachadas, así como la simetría de las múltiples puertas balconeras. Las ventanas de tipo mansarda aligeran la fisionomía del edificio que sigue el modelo de los hôtel particulier franceses.
Al final de la calle se encuentra el Pazo de los Cru y Montenegro, que salva la calle Don Gonzalo con su arco apuntado. Este pazo data del siglo XV, aunque ha sufrido numerosas modificaciones posteriores, sobre todo en los siglos XVI y XIX. Su fachada fue reconstruida en estilo barroco y posee un gran escudo de armas de piedra del siglo XVII, conocido como Escudo de los Doce Linajes, con las armas de Montenegro, Mariño, Sotomayor y Cru, y ventanas francesas con balcones en el piso superior. El pazo conserva restos de su torre almenada original, cuyas almenas fueron sustituidas por un tejado convencional. Al final del lado derecho de la calle Don Gonzalo se encuentra el jardín de los Cruu, del siglo XIX, que alberga un gran magnolio centenario.
En el lado este de la calle en los números 8 y 10 se encuentra un edificio ecléctico del siglo XIX, en el que vivieron las conocidas familias pontevedresas Sobrino y Campos. Su fachada de 415 metros es muy alargada. Tiene planta baja y un primer piso con puertas y ventanas que terminan en arcos rebajados. En el primer piso todas las puertas se abren a balcones.
En el número 4 se halla el edificio de la Churrasquería Varela, de principios del siglo XX. Dispone de amplias puertas y ventanales simétricos, pilastras con decoración clásica y cornisa con moldura. En su interior, que conserva la esencia industrial original, hay una planta baja de gran altura y unas grandes escaleras centrales con barandillas metálicas que conectan los distintos pisos, así como un gran tragaluz en la parte superior.

## Galería de imágenes

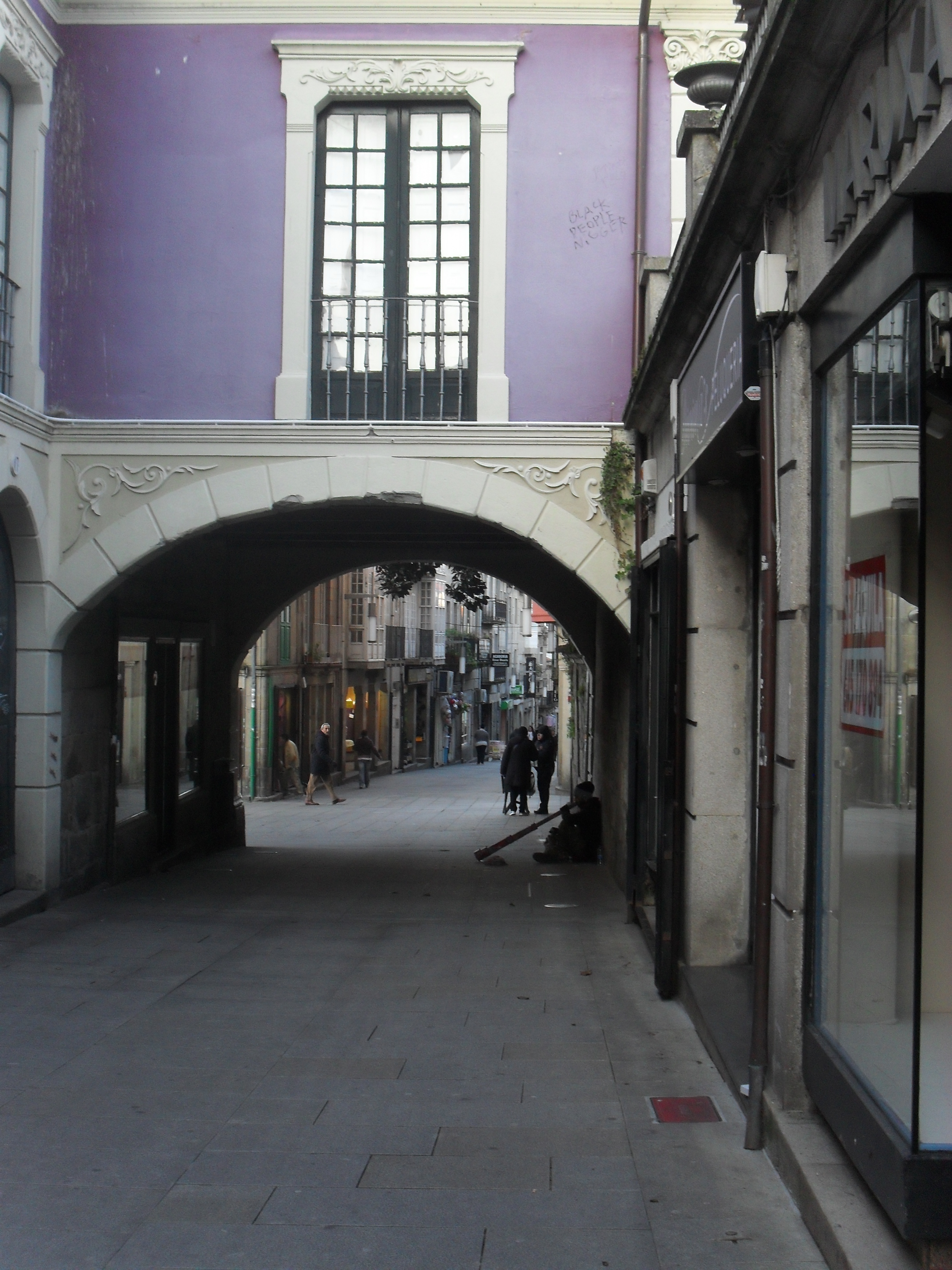
Arco del pazo de los Cru y Montenegro
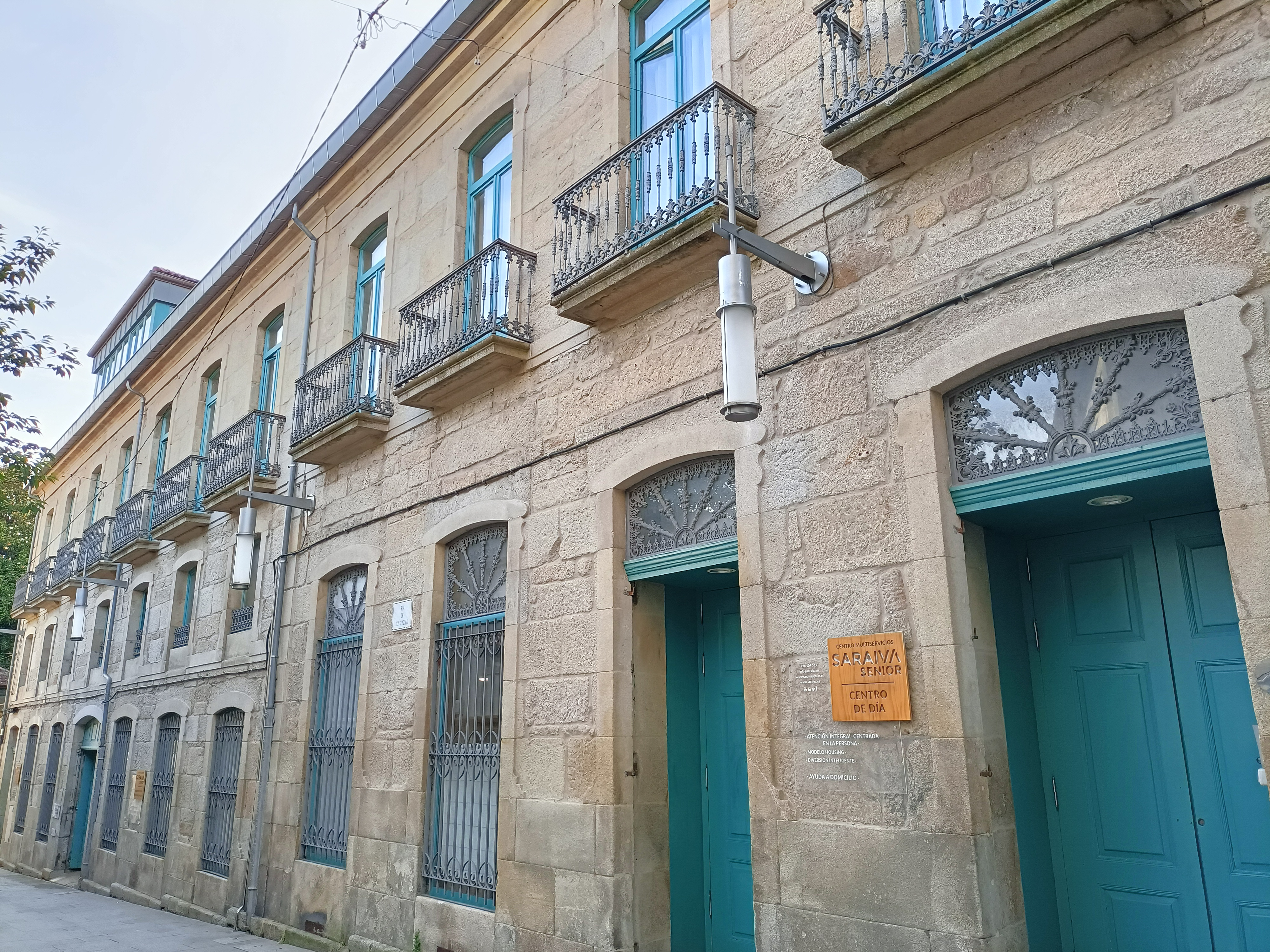
Edificio ecléctico de 1892 de los Campo Sobrino
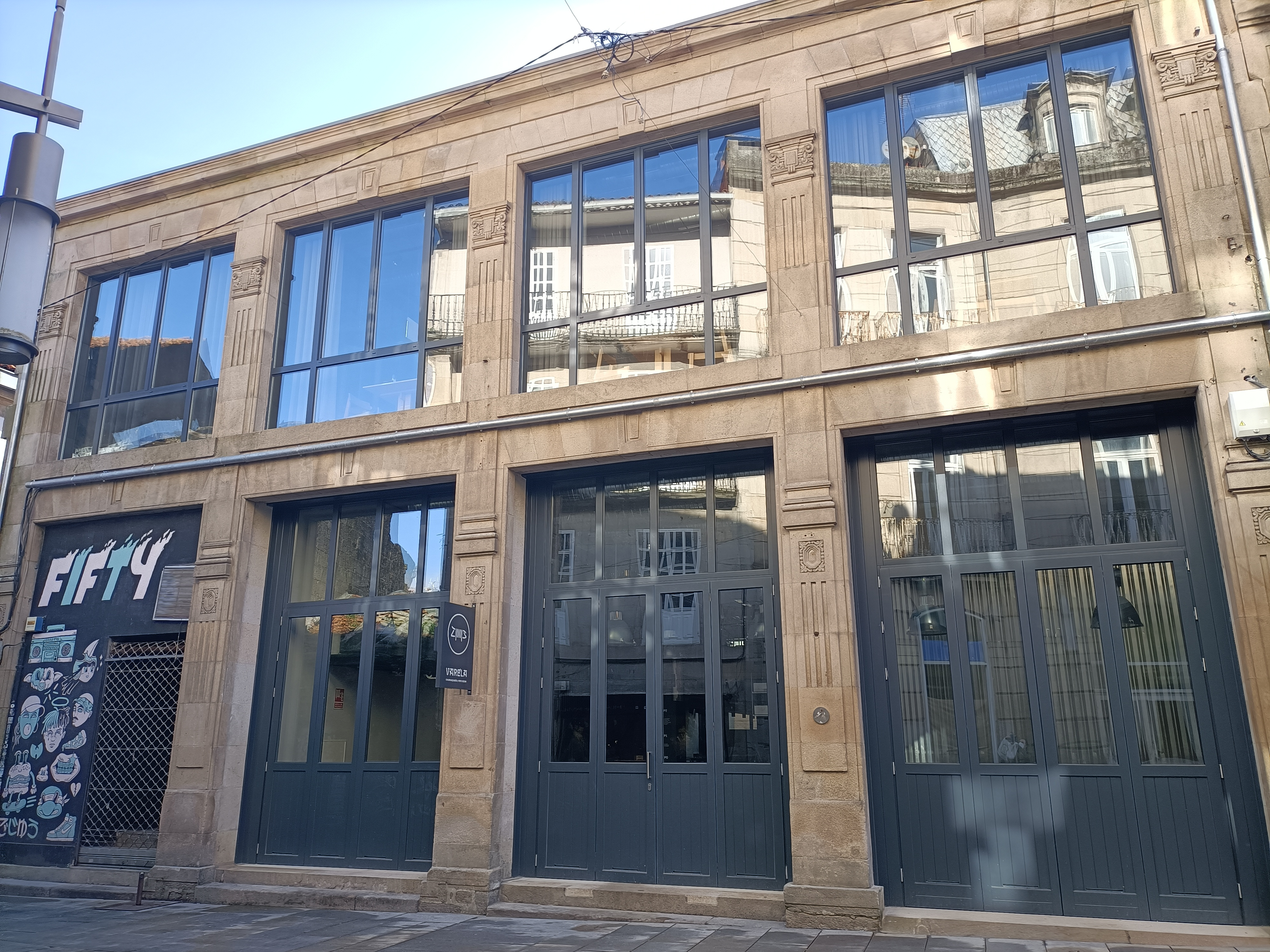
Edificio de la churrasquería Varela
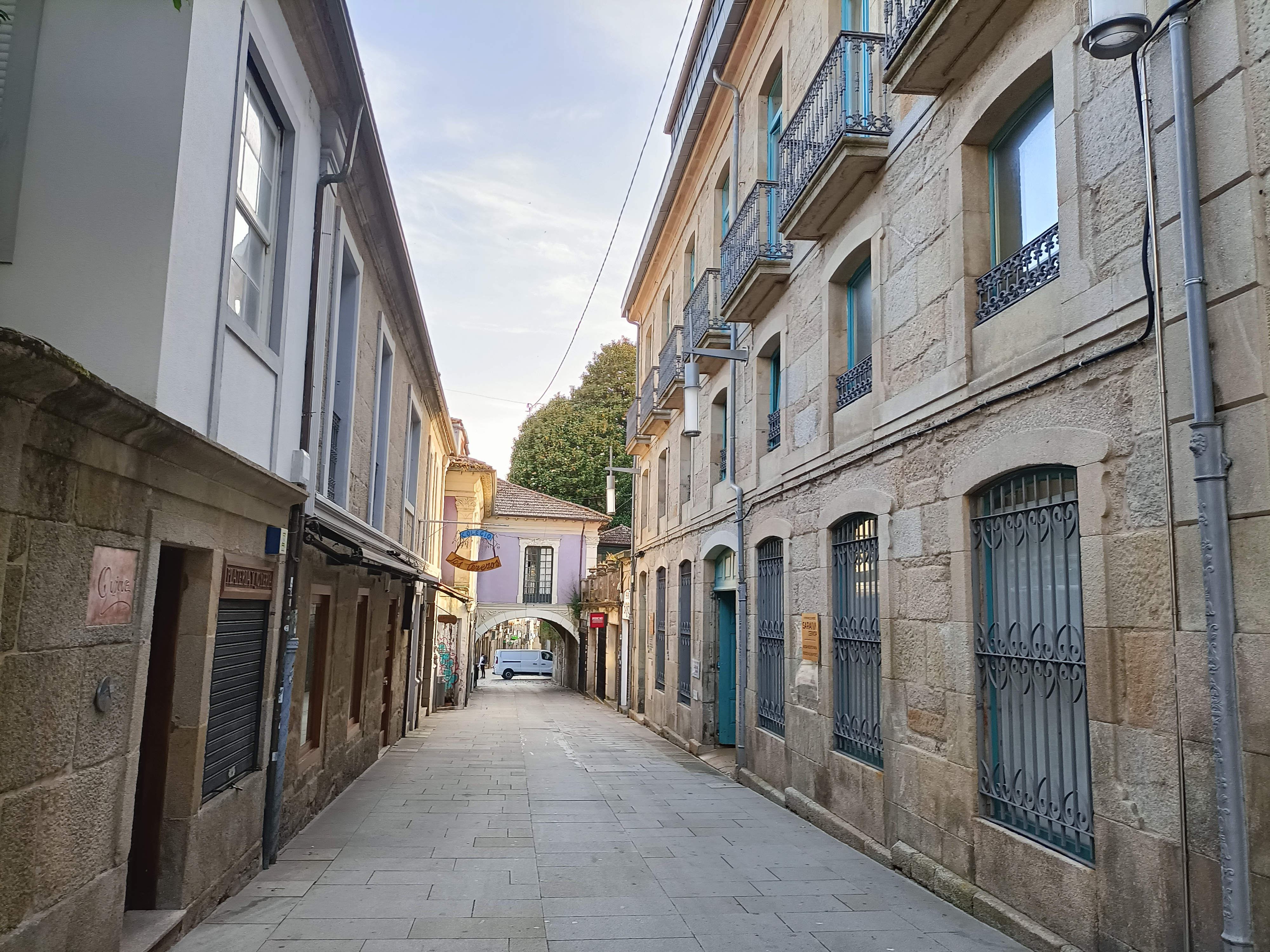
La calle Don Gonzalo en 2024
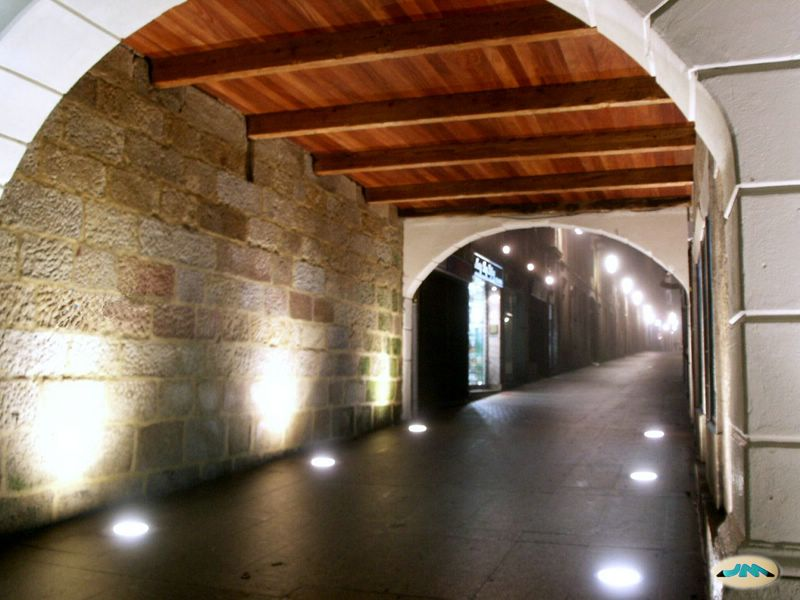
La calle debajo del arco, con niebla
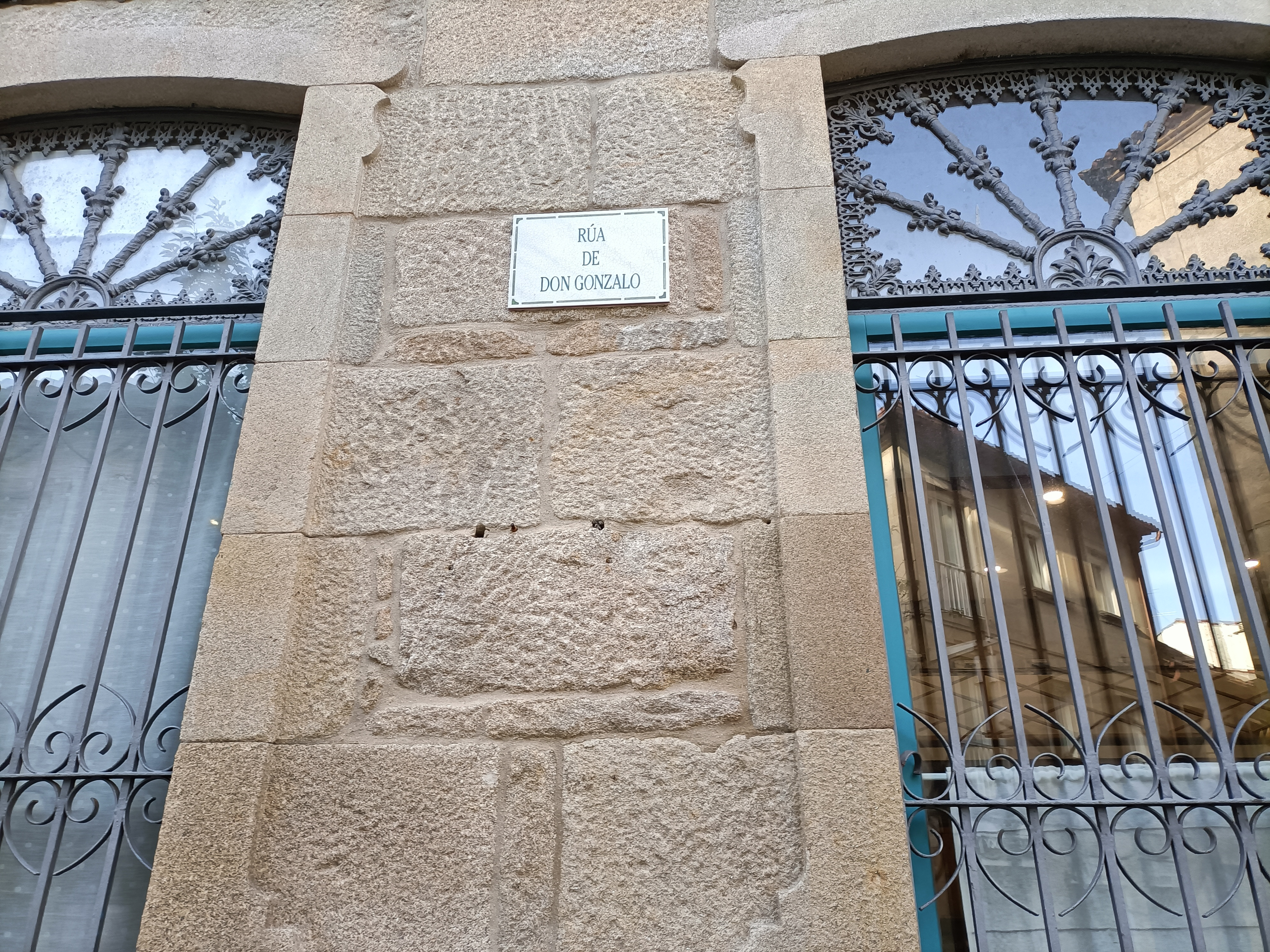
Placa de la calle
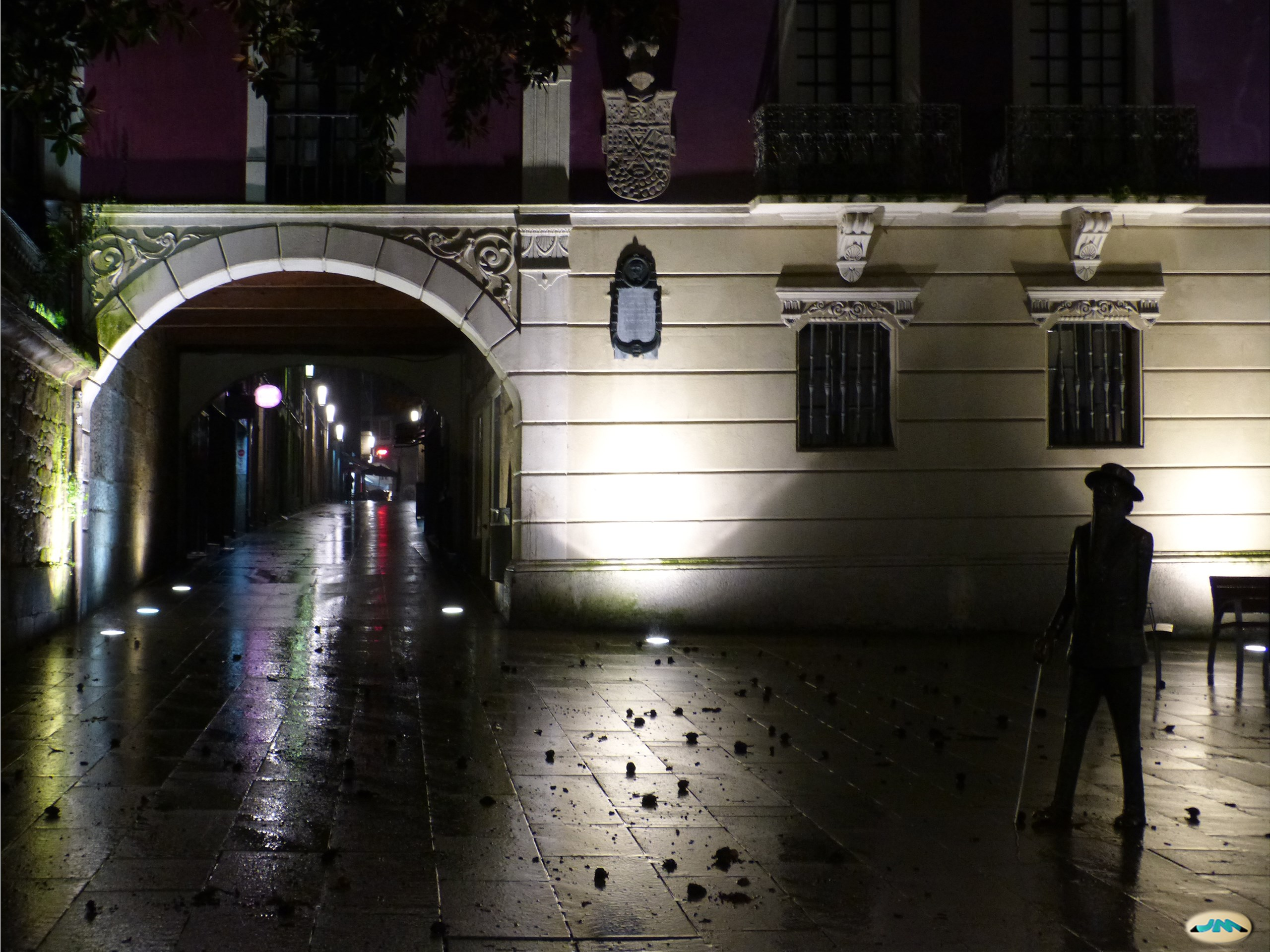
La calle a la izquierda, de noche